# Sidi Djillali
Sidi Djillali (em árabe: سيدي الجيلالي) é uma cidade e comuna localizada na província de Tremecém, no noroeste da Argélia. Em 2008, sua população era de 6 697 habitantes.